# Litultovice
Litultovice (in tedesco Leitersdorf) è un comune mercato della Repubblica Ceca facente parte del distretto di Opava, nella regione di Moravia-Slesia.